# Mädchen im Vorzimmer
Mädchen im Vorzimmer é um filme alemão de 1940 dirigido por Gerhard Lamprecht e estrelado por Magda Schneider, Heinz Engelmann e Carsta Löck.
- Hake, Sabine. Popular Cinema of the Third Reich. University of Texas Press, 2001.
- Kreimeier, Klaus. The Ufa Story: A History of Germany's Greatest Film Company, 1918-1945. University of California Press, 1999.